# Podróż do Bombaju
Podróż do Bombaju (oryg. Bombay Dreams) – szwedzki komediodramat filmowy w reżyserii Leny Koppel, którego premiera odbyła się 22 października 2004 roku.
W 2004 roku podczas 18. edycji Cinekid Festival Lena Koppel zdobyła nagrodę Audience Award.

## Obsada
- Nadine Kirschon – Camilla
- Gayathri Mudigonda – Ebba
- Sissela Kyle – Anita
- Peter Dalle – Kurt
- Viktor Källander – Erik
- Dolly Minhas – Nira
- Amit R. Pandey – Rupesh
- Linn Staberg – Katja[3]